# Glenea celia
Glenea celia är en skalbaggsart som beskrevs av Francis Polkinghorne Pascoe 1888. Glenea celia ingår i släktet Glenea och familjen långhorningar. Inga underarter finns listade i Catalogue of Life.